# Žametasta slojevka
Žametasta slojevka (znanstveno ime Stereum subtomentosum) je gliva iz rodu slojevk (Stereum).

## Značilnosti
Poličast klobuk ima v premeru od 1 do 5 cm in razmeroma tanek: od 0,5 do 1,2 mm. Sprva je okrogel ali lijakast in se drži podlage, nato pa je nanjo povezan le s stranico ali pecljatim dnom, medtem ko je pahljačast ali lopatast del plodišča prost. Običajno se pojavlja v skupinah in sosednji klobučki se prekrivajo ali rastejo v vrstah. Površina je žametna ali polstena in razdeljena na koncentrična območja, ki niso kosmata in imajo različne barvne odtenke: rumenkasto siva, orehova, oker, do kostanjevo rjava. Starejši primerki posivijo. Na prerezu je pod kožico klobuka vidna rumenorjava črta debeline približno 0,1 mm.
Trosovnica je gladka in pri mladih gobah na robovih radialno žilasta. Barva sega od bledo bež preko oker do bledo kavne. Rob je sprva bel, nato umazano rumen, bledo oker, oranžen, umazano rjav in celo siv. Poškodovana mesta takoj porumenijo in nato porjavijo.

## Razširjenost in življenjski prostor
Raste kot saprofit na odmrlem lesu listavcev, ki leži na tleh.

## Mikroskopske značilnosti
Trosni odtis je bele barve. Trosi so gladki, cilindrični in rahlo upognjeni, amiloidni in merijo 5,5–7,5 x 2,2–3 μm.

## Podobne vrste
- dlakava slojevka (Stereum hirsutum) ni žametasta ampak ima po klobuku dlačice
- pisana ploskocevka (Trametes versicolor); ploskocevke v nasprotju s slojevkami nimajo gladke ampak luknjičasto trosovnico

## Uporabnost
Neužitna.

## Galerija slik
- žametasta površina klobuka
- trosovnica